# Цюрихгау

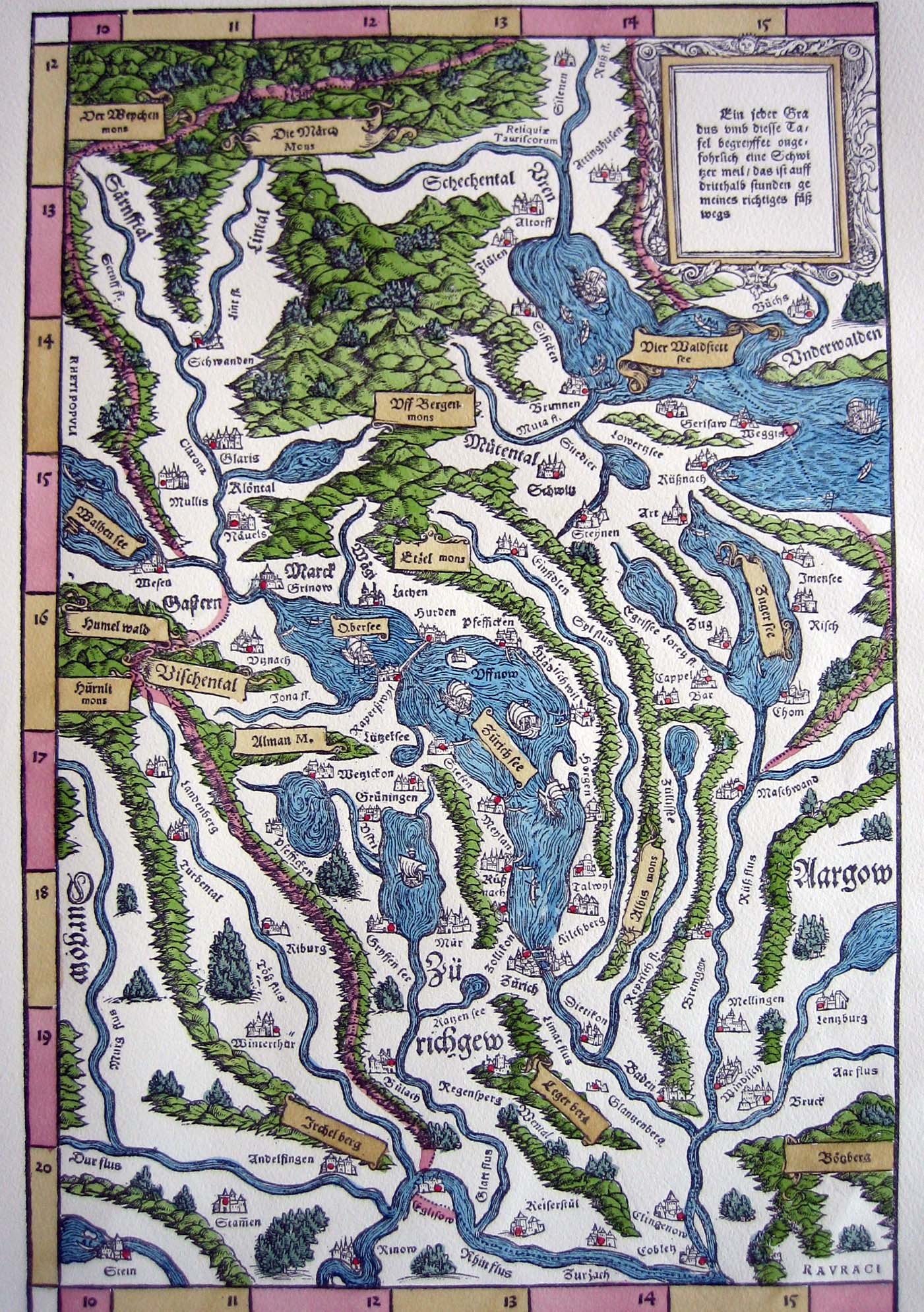
Карта Цюрихгау в Хронике Иоганна Штумпфа (1548)

Цюрихгау (нем. Zürichgau) — средневековое графство (гау) в исторической области Алемания на территории современной Швейцарии, центром которого был город Цюрих. Изначально составная часть Тургау, около 820 года Цюрихгау было выделено в самостоятельную административную единицу при графе Руадкере (нем. Ruadker), которому наследовали Эберхардинги, Бурхардинги (с 915 года), Нелленбурги (2 пол. X века), графы Ленцбурга (1077—1172) и Церингены (до 1218 года). Первым документально известным гауграфом был Пебо (нем. Pebo) в 741/746 годах.
В раннем Средневековье Цюрихгау охватывало бассейн Цюрихского озера и долину реки Лиммат, и было ограничено Куррецией с востока и Альбгау — с севера, включая тем самым значительные части центральной Швейцарии: Цуг, Ури, Швиц, части Унтервальдена и Гларуса и восточные регионы современного кантона Люцерн.
Усиление роли городов (Цюрих, Цуг, Люцерн) и местных родов министериалов привели к политическим конфликтам и фактическому разделу Цюрихгау: так, во второй половине XII века западные области графства попали под власть Габсбургов, в то время как его восточные области контролировались графами фон Кибург.
С пресечением рода Церингенов в 1218 году, которые были последними гауграфами в Цюрихе, эти территории получили статус имперских, что, однако, не помешало Габсбургам и в дальнейшем предъявлять претензии на господство в центральной Швейцарии. Их попытки расширить своё влияние привели, в конечном счёте, к образованию Швейцарского союза и, в частности, к быстрой территориальной экспансии Цюриха, к 1450 году контролировавшего большую часть Цюрихгау.
В XV—XVI веках термином «Цюрихгау» (нем. Zürichgaw) обозначалась, как правило, территория, подчинённая городу Цюрих. Альтернативный термин кантон вошёл в употребление лишь в ходе XVI столетия; однако ещё в XVIII веке немецкое Zürichgow использовалозь зачастую для перевода французского canton de Zurich. После провозглашения современного кантона Цюрих в 1831 году термин стал использоваться всё более в историческом, либо в антикварно-ироническом смысле.